# Осинный, Иван Иванович
Иван Иванович Осинный (23 декабря 1919, Большеникольское, Алтайская губерния — 25 октября 1979, Новосибирск) — сержант Рабоче-крестьянской Красной армии, участник Великой Отечественной войны, Герой Советского Союза (1945).

## Биография
Иван Осинный родился 23 декабря 1919 года в селе Большеникольское Алексеевской волости Барнаульского уезда Алтайской губернии (ныне село относится к Чулымскому району Новосибирской области). После окончания шести классов школы и школы фабрично-заводского ученичества работал сначала слесарем, затем товароведом. В 1939 году Осинный был призван на службу в Рабоче-крестьянскую Красную армию. С февраля 1943 года — на фронтах Великой Отечественной войны. К июлю 1944 года красноармеец Иван Осинный был старшим телефонистом взвода связи 433-го стрелкового полка 64-й стрелковой дивизии 50-й армии 2-го Белорусского фронта. Отличился во время форсирования Немана.
14 июля 1944 года командир 2-го стрелкового батальона, в котором служил Осинный, направил на западный берег Немана группу бойцов, чтобы отвлечь внимание немецких войск, а в это время успешно переправить основные силы в более выгодном месте. Под вражеским огнём до западного берега в районе села Лунна Мостовского района Гродненской области смогли добраться живыми лишь семь человек, которые захватили плацдарм в 50 метров по фронту и отбивали немецкие атаки. Группа удерживала плацдарм в течение суток до подхода подкреплений, отразив 12 контратак и истребив при этом более 150 солдат и офицеров противника. Помимо участия в боях, Осинный будучи раненным продолжал поддерживать телефонную связь с батальоном, чем обеспечил своевременную переправу частям дивизии через реку Неман и успешное выполнение боевой задачи по овладению селом Лунна. Участники того боя Сухин, Калинин, Шеремет, Ничепуренко, Майдан, Солопенко и Осинный были представлены к званиям Героев Советского Союза.
Указом Президиума Верховного Совета СССР от 24 марта 1945 года «за образцовое выполнение заданий Командования на фронте борьбы с немецкими захватчиками и проявленные при этом отвагу и геройство» красноармеец Иван Осинный был удостоен высокого звания Героя Советского Союза с вручением ордена Ленина и медали «Золотая Звезда».
25 сентября 1944 года рядовой Осинный получил тяжёлое ранение, после излечения служил телефонистом в 85-м гвардейском гаубичном артиллерийском полку. 30 января 1945 года командование полка представило гвардии красноармейца Осинного к ордену Красной Звезды за то что в бою 14 января 1945 года под бешеным артогнём противника устранил 18 порывов линии и таким образом обеспечил связь между дивизионами и поддерживаемым батальоном. Но несмотря на ходатайство руководства 105-го стрелкового корпуса, командующий артиллерией 65-й армии Дмитриев решил наградить красноармейца медалью «За боевые заслуги».
После окончания войны в звании сержанта Осинный был демобилизован. Проживал и работал в Новосибирске на комбинате «Сибметаллстрой», позже помощником директора ГПТУ № 2. С 12 июня 1974 года работал мастером в Учреждении УФ-91/5. Умер 25 октября 1979 года, похоронен на Клещихинском кладбище Новосибирска.

## Награды и звания
- Герой Советского Союза (24 марта 1945, медаль «Золотая Звезда» № 6690)[2]
- Орден Ленина (24 марта 1945, № 46214)[2]
- Медаль «За боевые заслуги» (28 февраля 1945)[3]
- Медаль «За победу над Германией в Великой Отечественной войне 1941—1945 гг.»[5]

## Память
- Имя И. И. Осинного носит одна из улиц в городе Гродно[6][7].
- Имя И. И. Осинного представлено на Аллее Героев Новосибирской области у Монумента Славы, что находится в центре города Новосибирска.